# Borneol
A borneol egy biciklusos szerves vegyület, amely a terpének csoportjába tartozik. 
Könnyen oxidálódik ketonná, ekkor kámfor keletkezik.
Kémiailag a kámfor redukálásával állítják elő a Meerwein–Ponndorf–Verley-redukció során.  
A borneol két enantiomer formában létezik, melyeknek különböző CAS-számuk van. A természetben előforduló d-(+)-borneol is optikailag aktív. Számos  Artemisia és Dipterocarpaceae fajban előfordul.
A borneol számos illóolaj alkotórésze.
Neve Borneó sziget nevéből származik, mert a Borneón és Szumátrán honos Dryobalanops aromatica(en) és Dryobalanops camphora fa törzsének odvaiban képződő kristályos váladékban fordul elő.